# Carlos Isaac
 Carlos Isaac (Navalmoral de la Mata, 1998. április 30. –) spanyol labdarúgó. Jelenleg az Atlético Madrid hátvédje. Élete első bajnoki mérkőzésén 63 percet játszott.

## Pályafutása

### Atlético de Madrid
2018. április 1-jén mutatkozott be az  Atlétiben, a Deportivo la Coruña elleni spanyol bajnokin. Április 29-én újra nevezte őt Diego Simeone a Deportivo Alavés elleni keretbe.
A 2018–19-es szezonban  az SD Huesca csapata elleni spanyol bajnoki mérkőzésen a kezdőben kapott helyet, majd végigjátszotta a mérkőzést.